# Московские ворота (станция метро)
«Моско́вские воро́та» — станция Петербургского метрополитена. Расположена на Московско-Петроградской линии, между станциями «Фрунзенская» и «Электросила».
Станция открыта 29 апреля 1961 года в составе участка «Парк Победы» — «Технологический институт». Наименование получила по расположению в непосредственной близости от площади Московские Ворота, на которой расположены Московские триумфальные ворота.
В округе жилых домов немного, поэтому станция вне часов пик нагружена слабо.

## Наземные сооружения

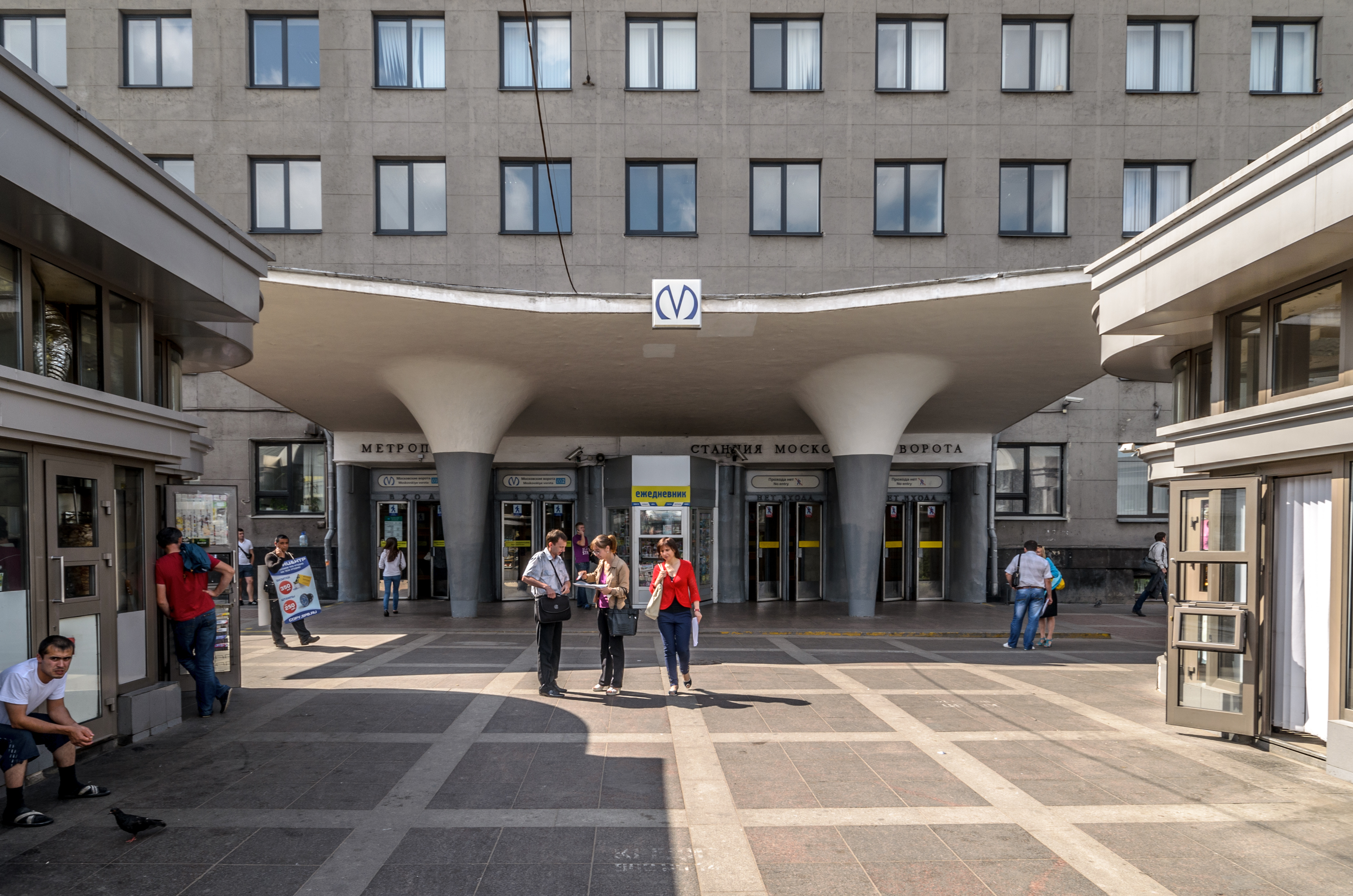
Вход в вестибюль

Наземный вестибюль выполнен по проекту архитекторов А. К. Андреева, А. М. Соколова, В. В. Кудрявцева и располагается на Московском проспекте, дом № 103, у площади Московские Ворота.
Наземный вестибюль встроен в бывшее административное здание у Ташкентской улицы (теперь это третий учебный корпус Санкт-Петербургского Государственного инженерно-экономического университета) и выделен на его фасаде большим консольным изогнутым козырьком, который поддерживается двумя круглыми, расширяющимися кверху колоннами.

## Подземные сооружения
«Московские ворота» — станция глубокого заложения пилонного типа с укороченным центральным нефом (залом) (глубина ≈ 35 м). Подземный зал сооружён по проекту архитекторов В. А. Петрова, К. М. Митрофанова, А. И. Горицкого и инженера В. И. Акатова.
Пилоны, расширяющиеся кверху только со стороны среднего зала, отделаны красно-коричневым мрамором с закреплёнными на нём алюминиевыми профилями, который контрастирует с белыми сводами и светлым мрамором полом. Путевые стены облицованы белым кафелем. Торцевую часть центрального зала украшает копия одного из скульптурных фрагментов Московских триумфальных ворот, состоящего из оружия, доспехов, ружей, мечей. За ней скрыта дверь в служебное помещение.
Наклонный ход, содержащий три эскалатора, расположен в южном торце центрального зала.
В 2004 году заменено освещение станции. В 2011—2012 годах на станции произведен капитальный ремонт полов. Бетонное наливное покрытие в центральном и боковых залах заменено гранитным.

## Перспективы
Планируется пересадка на проектируемую станцию «Заставская» Красносельско-Калининской линии к 2026—2027 гг.

## Наземный транспорт

### Автобусные маршруты
| №   | Пересадки | Конечный пункт 1              | Конечный пункт 2                               |
| --- | --- | ----------------------------- | ---------------------------------------------- |
| 3   | Предпортовая Московская Парк Победы Электросила Обводный канал Лиговский проспект Площадь Восстания Маяковская Московский вокзал Невский проспект Гостиный двор Адмиралтейская | улица Костюшко                | Театральная площадь                            |
| 26  | Автово Ленинский проспект Московская Парк Победы Электросила Обводный канал Лиговский проспект                                                                                 | Кировский завод               | Площадь Восстания Маяковская Московский вокзал |
| 50  | Купчино Звёздная Московская Парк Победы Электросила Фрунзенская Технологический институт Сенная площадь Спасская Садовая                                                       | Малая Балканская улица        | Театральная площадь                            |
| 62  | Московская Предпортовая Электросила | улица Костюшко                | Московские ворота                              |
| 64  | Звёздная Электросила | Звёздная улица                | Воздухоплавательный парк                       |
| 225 | Проспект Славы Электросила Фрунзенская Технологический институт Пушкинская Витебский вокзал Звенигородская                                                                     | Купчино                       | Владимирская Достоевская                       |
| 226 | Ленинский проспект Московская Парк Победы Электросила | Проспект Героев               | Московские ворота                              |
| 281 | Шушары Звёздная Московская Парк Победы Электросила | Шушары, Старорусский проспект | Московские ворота                              |

### Трамвайные маршруты
| №   | Пересадки                                             | Конечный пункт 1    | Конечный пункт 2       |
| --- | ----------------------------------------------------- | ------------------- | ---------------------- |
| 29  | Электросила Парк Победы Московская Звёздная           | Трамвайный парк № 1 | Мясокомбинат           |
| 29В | Электросила Парк Победы Московская                    | Трамвайный парк № 1 | Проспект Юрия Гагарина |
| 43  | Проспект Славы Международная Бухарестская Электросила | Купчино             | Московские ворота      |

### Троллейбусные маршруты
| №  | Пересадки | Конечный пункт 1  | Конечный пункт 2  |
| -- | --- | ----------------- | ----------------- |
| 15 | Чернышевская Владимирская Достоевская Пушкинская Звенигородская Витебский вокзал Технологический институт Фрунзенская Электросила                                         | Тульская улица    | Сызранская улица  |
| 17 | Невский проспект Гостиный двор Адмиралтейская Сенная площадь Спасская Садовая Пушкинская Звенигородская Витебский вокзал Технологический институт Фрунзенская Электросила | Казанский собор   | улица Костюшко    |
| 24 | Электросила | Звёздная улица    | Московские ворота |
| 26 | Электросила Проспект Славы | Сортировочная     | Московские ворота |
| 44 | Проспект Ветеранов Ленинский проспект Электросила | Авангардная улица | Московские ворота |

## Интересный факт

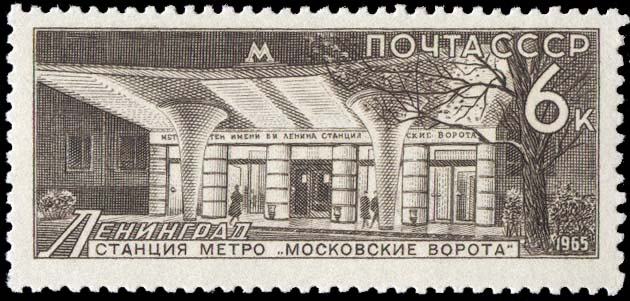
Вестибюль на марке СССР (№ 3281, художник С. Поманский, 1965 год)

В начальных титрах фильма «Опасный возраст» фоном служит стена и въезд в тоннель станции «Московские ворота».